# De 5 schoeljes
De 5 schoeljes (Frans: Les Cinq Salopards) is het 21ste album uit de stripreeks De Blauwbloezen. Het werd getekend door Willy Lambil en het scenario werd geschreven door Raoul Cauvin. Het album werd uitgegeven in 1984.

## Verhaal
Na het laatste slagveld, worden Blutch en Chesterfield er op uitgestuurd om nieuwe mensen te rekruteren, vanwege een personeelstekort. Ze belanden onder andere in Frogtown en omstreken, maar het lukt nergens om mensen te vinden. Dan krijgen ze te horen dat er bij de Green Bush staatsgevangenis, vijf misdadigers dreigen te worden opgehangen. Chesterfield ziet er wel wat in en houdt de vijf voor om te tekenen of opgehangen te worden. Als de vijf getekend hebben dreigt alles mis te lopen..

## Personages in het album
- Blutch
- Cornelius Chesterfield
- Pastoor Osgood
- Shorty Fink
- Yang
- Rupert
- Abel